# Newton megye (Indiana)
Newton megye az Amerikai Egyesült Államokban, azon belül Indiana államban található. Megyeszékhelye és legnagyobb városa Kentland. Lakosainak száma 13 830 fő (2020. április 1.).Newton megye Lake, Jasper, Benton, Iroquois és Kankakee megyékkel határos..

## Népesség
A megye népességének változása:
| Lakosok száma | 14 262 | 14 132 | 14 065 | 14 087 | 14 008 | 13 830 |
|               | 2010   | 2011   | 2012   | 2013   | 2015   | 2020   |